# Johannes Poulsen
Pour les articles homonymes, voir Poulsen.
Johannes Poulsen, né le 17 novembre 1881 et mort le 14 octobre 1938, est un acteur et metteur en scène de théâtre danois.

## Biographie
Né le 17 novembre 1881, Johannes Poulsen est le fils de l'acteur Emil Poulsen (da) (1842-1911).
Il fait ses débuts au Théâtre Dagmar en 1901 avec son frère aîné, Adam Poulsen (es) (1879-1969). En 1909, il rejoint le Théâtre Royal en tant qu'acteur et, à partir de 1917, il est également metteur en scène. Parmi ses rôles mémorables figurent Peer Gynt, Shylock, Henry VIII et le fou dans La Nuit des rois. Poulsen fait ses débuts au cinéma en 1910 avec Regia Art Films, et joue ensuite dans quatre films pour Nordisk Film. Il écrit son autobiographie Gennem de fagre riger (littéralement : « À travers les beaux royaumes ») qui est publié en 1916.
En 1919, Poulsen met en scène la pièce Aladdin d'Adam Oehlenschläger avec une musique composée par Carl Nielsen. Après avoir accepté le contrat, Nielsen découvre que Poulsen fait jouer l'orchestre sous l'immense escalier au centre du décor et utilise la fosse d'orchestre dans le jeu. Lorsque Poulsen coupe de grandes parties de la musique lors des dernières répétitions et change la séquence des danses, Nielsen exige que son nom soit retiré de l'affiche et du programme,.
Poulsen reste au Théâtre Royal jusqu'en 1927. De 1928 à 1930, il fait des apparitions dans plusieurs capitales européennes, avant de retourner au Théâtre Royal dont il devient le directeur.
À ce titre, il est invité par la California Festival Association en 1936 à mettre en scène une production en plein air du spectacle médiéval Everyman, au Hollywood Bowl. Le producteur de films Irving Thalberg organise le soutien de la pièce grâce au Dr A.H. Giannini de la Bank of America, à condition qu'une grande partie des bénéfices de la production soient reversés aux réfugiés juifs de l'Allemagne hitlérienne. Thalberg organise un somptueux dîner pour Poulsen la semaine avant sa première, en présence du président de la MGM, Louis B. Mayer, parmi d'autres célébrités hollywoodiennes. La première du spectacle s'ouvre devant un public de 12 000 personnes.
Poulsen reste au Royal Theatre jusqu'à sa mort deux ans plus tard, se produisant pour la dernière fois en tant que Christian IV dans Elves' Hill (en) le 31 mai 1938. Peu de temps avant sa mort, il joue dans le film Champagnegaloppen de George Schnéevoigt.

## Filmographie
- 1910 : Elskovsbarnet
- 1910 : Djævlesonaten
- 1910 : Et Gensyn
- 1910 : Elskövsleg
- 1911 : Balletdanserinden'
- 1911 : Dyrekøbt Glimmer
- 1912 : Indbruddet hos Skuespillerinden
- 1938 : Champagnegaloppen

## Publication
- (da) Johannes Poulsen (autobiographie), Gennem de fagre Riger, 1916